# Miss JZ
Miss JZ – czwarty studyjny album niemieckiej wokalistki Joany Zimmer wydany przy współpracy z wytwórnią Edel. Płyta swoją premierę miała 25 czerwca 2010 roku w Niemczech. Promowana była przez cztery single; Till You’re Gone, Move Ya Body, Love Don’t Have a Pulse oraz Tempted by Your Touch. Głównymi producentami są: Nicholas Wright, Quennel „Q” Worthy oraz Denise Rich.
Album nie zajął żaden pozycji na oficjalnym notowaniu w Niemczech, stając się drugą płytą wydaną przez Zimmer, która poniosła porażkę komercyjną.

## Tło
Wokalistka podsumowując swoją pracę nad albumem, umieściła krótką opinię w song-booku dołączonym do każdego albumu „Miss JZ”:

   Łał, co za niesamowite dwa lata ! Wielu z was pyta mnie co wtedy robiłam – co się ze mną działo od czasu wydania poprzedniego albumu. Wydaje mi się, iż potrzebowałam czasu, czasu aby dowiedzieć się kim jestem jako wokalistka, kim jako autorka tekstów, a kim jako osoba. Zapewne wielu z was wie, że urodziłam się w Nowym Yorku. Powróciłam tam i zatrzymałam się w małym apartamencie w Brooklyn. Chodziłam na zakupy w dzielnicy mody, opalałam się w „Central Park” i pisałam piosenki w ramach odpoczynku. Pracowałam nad filmem o bezdomnej młodzieży w Nowym Yorku i zaśpiewałam tytułową piosenkę. Później przyjechałam do Los Angeles i żyłam tam jakiś czas. Pływałam w Pacyfiku (wykorzystałam tutejszy niesamowity klimat) i chodziłam na imprezy do klubów w San Francisco. Spotkałam wiele niesamowitych ludzi, zakochałam się, odkochałam... I ostatecznie powróciłam do Berlina, do moich przyjaciół i do mojej rodziny. Wszelakie doświadczenia z przeciągu tych dwóch lat, ukształtowały ten album. Czasami czułam się jak tancerka, czasami zaś zanurzałam się w płaczu – i to wszystko słychać na albumie. „Miss JZ” jest najbardziej osobistym albumem do tej pory – wszystkie piosenki znajdujące się na nim stały się częścią mnie. Wyjaśnię jeszcze nazwę: JZ to mój pseudonim kiedy byłam małą dziewczynką przebywającą w Nowym Yorku. Jestem bardzo podekscytowana, że mogą się podzielić z wami wszystkimi tym albumem!

## Ocena
26 czerwca 2010 roku na niemieckiej stronie „geniesserinnen.de” pojawiła się informacja odnośnie do najnowszego albumu wydanego przez Joane Zimmer. Recenzent chwalił album oraz twórczość Zimmer, mówiąc iż od wydania singla I Believe (Give a Little Bit) jest ona „nierozłączną częścią niemieckiej sceny muzycznej”.
Ponadto mowa była również o bardzo dobrej kondycji wokalistki. Autor pisze:

„Dźwięk jest młodszy, świeższy i bardziej osobisty niż kiedykolwiek wcześniej. Pierwszy raz Joana skomponował i napisał słowa, wspierana przez znanych światowej sławy, takich jak zespół Tobiego Gada (Beyoncé, „If I Were a Boy” Fergie: „Big Girls Don’t Cry „), Marie Christensen (Jennifer Lopez: „Waiting for Tonight) i Dimitria Ehrlicha (Leona Lewis: „Better in Time”)”.

Recenzent w dalszej części zwraca uwagę, iż na albumie jak zwykle znajduje się duża ilość ballad, w tym np.: „Killing Time”, które
„zaczyna się ulubionym tematem Joany- klasyką Jana Sebastiana Bacha”.
Ostatecznie przyznaje, iż faktycznie jest to najbardziej osobisty album w dotychczasowej karierze piosenkarki i kończąc dodaje:
„Album jest ekscytująca mieszanka popu, dancu, RnB i dużej ilości ballad”.
Utwór „Soldier” pochodzący z albumu „Miss JZ” został uznany przez portal „sortmusic.com” za najlepszą kompozycję wydaną przez Zimmer w całej dotychczasowej karierze i jako jedyny otrzymał 5 punktów w skali pięciopunktowej.

## Realizacja i promocja albumu
W dniu 17 czerwca 2010 roku Zimmer zaprezentowała utwory z nowego albumu, wykonując je na żywo na „Hard Rock Cafe” w Berlinie. Tego też dnia oznajmiła, iż za tydzień będzie można kupować już album w całych Niemczech.
Na początku 2011 roku fani zostali poinformowani o marcowej trasie koncertowej pt. „Witaj w moim świecie.DIVA IN THE DARK”. Bilety można było nabyć od 21 stycznia. Trasa trwała 4 dni, zaczynając się koncertem w Berlinie w studio „Admiralspalast” 11 marca. Kolejne występy:
- 12.03 – Düsseldorf – Teatr „Savoy”[5]
- 13.03 – Monachium – Hala „Carl-Orff”[5]
- 14.03 – Drezno – „Schlachthof”[5]

W maju 2011 roku wokalistka poprzez swoją oficjalną stronę poinformowała, iż będzie towarzyszyć Michaelowi Boltonowi jako support przed jego występami podczas tournée w Niemczech. Lista kolejnych występów:
- 24.06.2011 – Drezno – Pałac Kultury[5]
- 28.06.2011 – Berlin – Pałac Admirałów[5]
- 04.07.2011 – Stuttgart – Otwarcie „Air Bühne” oraz „Mercedes Benz Museum”[6]
- 06.07.2011 – Niedernhausen – Teatr „Rhein-Main”[5]

## Single
Pierwszy singel z albumu Till You’re Gone został wydany na niemiecki rynek muzyczny 15 czerwca 2010 roku. Kompozycja miała zapowiadać powrót wokalistki na listy przebojów, poprzez światowej sławy sztab produkcyjny (Maria Christensen, Toby Gad). 11 czerwca odbyła się premiera teledysku, poprzez niemiecką stację „VIVA” podczas trwania programu „Nowości” o godzinie 22.00. Piosenka jest pierwszą kompozycją wydaną przez Zimmer, która pomimo zrealizowanego videoclipu nie uplasowała się na żadnym z oficjalnych notowań.
„Move Ya Body to drugi singel promujący album, wydany na niemiecki rynek muzyczny dnia 30 lipca 2010 roku. Utwór został nagrany ze specjalnym udziałem rapera Double-A. Kompozycja podobnie jak poprzedni singel nie zajęła żadnej pozycji na żadnym z oficjalnych notowań Niemiec. We wrześniu 2010 roku piosenka uplasowała się na pozycji #1 notowania „Hey Music” Radia Berlin i przebywała na nim na tyle długo, że pozwoliło jej to na zajęcie pozycji #57 w top 100 roku 2010 z ogólnym wynikiem 394 punktów.
Jako trzeci singel została wydana piosenka „Love Don’t Have a Pulse” dnia 28 stycznia 2011 roku. Była to trzecia i ostatnia kompozycja promująca album Miss JZ. Singel podobnie jak jego poprzednicy nie podbił żadnego z oficjalnych notowań Niemiec, ale zajął pozycję #3 w notowaniu „Hey Music” organizowanym przez Radio Berlin.
„Tempted by Your Touch” to czwarty singel z albumu wydany w postaci download 16 września 2011 roku. Pomimo nagrania nowej wersji utworu z wokalistką Stellą Novą, utwór nie zajął żadnej pozycji na żadnym z niemieckich notowań i stał się czwartym singlem z albumu, który poniósł klęskę komercyjną.
| 2010 | Till You’re Gone        | – | –  |
| 2010 | Move Ya Body            | 1 | 57 |
| 2011 | Love Don’t Have a Pulse | 3 | –  |
| 2011 | Tempted by Your Touch   | – | –  |

## Lista utworów
| #   | Tytuł                                                         | Autorzy                         | Producent                       | Czas |
| --- | ------------------------------------------------------------- | ------------------------------- | ------------------------------- | ---- |
| 1.  | „Turn it Up”                                                  | Quennel „Q” Worthy              | Quennel „Q” Worthy, Denise Rich | 3:30 |
| 2.  | „Killing Time”                                                | Dimitri Ehrlic                  | Nicholas Wright                 | 4:15 |
| 3.  | „Till You’re Gone”                                            | Maria Christensen               | Nicholas Wright                 | 3:44 |
| 4.  | „Tempted by Your Touch”                                       | Shane Stevens                   | Nicholas Wright                 | 3:50 |
| 5.  | "Don’t Have a Pulse”                                          | Gary White                      | Quennel „Q” Worthy, Denise Rich | 4:13 |
| 6.  | „Unbeatable”                                                  | Dimitri Ehrlich                 | Nicholas Wright                 | 3:01 |
| 7.  | „Flame”                                                       | Quennel „Q” Worthy              | Quennel „Q” Worthy, Denise Rich | 3:51 |
| 8.  | „Break You”                                                   | Nicholas Wright                 | Nicholas Wright                 | 3:28 |
| 9.  | „Move Ya Body(featuring Double-A)”                            | Barnard Gray                    | Quennel „Q” Worthy, Denise Rich | 3:37 |
| 10. | „So Much More”                                                | Douglas Shawe                   | Nicholas Wright                 | 3:39 |
| 11. | „Ruin You”                                                    | Dimitri Ehrlich                 | Nicholas Wright                 | 4:01 |
| 12. | „Soldier”                                                     | Ahram Lee                       | Nicholas Wright                 | 3:44 |
| 13. | „Say Hello to Me”                                             | Marcy Levy aka Marcella Detroit | Nicholas Wright                 | 2:52 |
| 14. | „Lost in the Crowd (Them From The Movie „Lost in the Crowd”)” | Nicholas Wright                 | Nicholas Wright                 | 4:47 |

### Bonus
| #   | Tytuł                                          | Autorzy           | Producent                       | Czas |
| --- | ---------------------------------------------- | ----------------- | ------------------------------- | ---- |
| 15. | „Till You’re Gone (Nicholas Wright Dance Mix)” | Maria Christensen | Nicholas Wright                 | 4:16 |
| 16. | "Love Don’t Have a Pulse (Piano version)”      | Gary White        | Quennel „Q” Worthy, Denise Rich | 4:18 |

## Inne informacje na temat albumu
Wokal wspierający:
- Luisa Camargo Mariano- Soldier, Till You’re Gone
- Sara Nurmi- Tempted by Your Touch, Say Hello to Me, Ruin You
- Lonie Bernstein- So Much More
- Alexandra Alexis- Break You
- Taiya Richardson- Turn it Up, Flame, Don’t Have a Pulse
- Traje Fashaw- Move Ya Body

Gitara:
- Stan Davis Jr.- Don’t Have a Pulse
- Michael Beck- Flame

Piano:
- Quennel „Q” Worthy- Don’t Have a Pulse (Piano version)

## Historia wydania
| Region | Data            | Format           |
| ------ | --------------- | ---------------- |
| Niemcy | 25 czerwca 2010 | digital download |
| Niemcy | 28 czerwca 2010 | CD               |